# Amauris vashti
Amauris vashti är en fjärilsart som beskrevs av Butler 1869. Amauris vashti ingår i släktet Amauris och familjen praktfjärilar. Inga underarter finns listade i Catalogue of Life.